# 查嘎岱
查嘎岱（1960年—），女，内蒙古达拉特旗人，蒙古族，中华人民共和国教师、第十二届全国人民代表大会内蒙古地区代表。
毕业于内蒙古民族大学数学专业，加入中国共产党。2013年，被选为全国人大代表。2014年时，任鄂尔多斯市蒙古族中学政教处主任。